# Bambusa valida
Bambusa valida är en gräsart som först beskrevs av Qi Hui Dai, och fick sitt nu gällande namn av Wan Tao Lin. Bambusa valida ingår i släktet Bambusa och familjen gräs. Inga underarter finns listade i Catalogue of Life.